# Synidotea setifer
Synidotea setifer là một loài chân đều trong họ Idoteidae. Loài này được Barnard miêu tả khoa học năm 1914.